# The Amazing Panda Adventure
The Amazing Panda Adventure is een kinderactiefilm uit 1995 over een 10-jaar oude Amerikaanse jongen Ryan Tyler (gespeeld door Ryan Slater).

## Verhaal
Ryan en zijn vader Michael gaan samen met 2 vrienden op reis naar China. Wanneer ze daar zijn bezoeken ze een panda die volgens hen in gevaar is. De panda is echter al gevonden door stropers. Ryan en Michael kunnen hem bevrijden en de net geboren panda Johny kan samen met Ryan ontsnappen. Michael raakt echter gewond. Ryan gaat samen met enkele vrienden en de babypanda op zoek naar de bewoonde wereld om de panda te laten verzorgen. Tijdens hun tocht raken Ling en Ryan echter in de problemen bij een oude brug. Uiteindelijk bereiken Ryan en Ling echter de pandareservaat en Johny de kleine babypanda wordt herenigd met zijn moeder.

## Rolverdeling
| Acteur       | Personage     |
| ------------ | ------------- |
| Stephen Lang | Michael Tyler |
| Ryan Slater  | Ryan Tyler    |
| Yi Ding      | Ling          |
| Wang Fei     | Chu           |

## Medewerkers
- Geregisseerd door Christopher Cain
- Geproduceerd door Lee Rich, John Wilcox, Gary Foster en Dylan Sellers
- Executive producer Gabriella Martinelli
- Verhaal door John Wilcox en Steven Alldredge

## Filmlocaties
- Jiuzhaigou, China
- Chengdu, China
- Vancouver, Canada